# 岩下光一
岩下 光一（いわした こういち、1940年3月4日 - ）は、宮崎県宮崎市出身の元プロ野球選手（内野手）・コーチ・監督、解説者。

## 経歴
岩下が2歳の時に父親がサイパン島で戦死し、夫に代わってコンクリート業を継ぎ、セメントをこね土管を担いでいた母も岩下が宮崎西中学2年時に他界し、長兄は大学進学を諦めた。
大淀高校では、3年次の1957年に夏の甲子園宮崎県予選を勝ち抜くが、東九州大会1回戦で鹿児島商に敗退。
高校卒業後は1958年に芝浦工業大学へ進学し、試験を受けるため1月末に上京する際、長兄が、東京は寒かろうとオーバーコートを脱いで、岩下に宮崎駅で着せた。
遊撃手の8人目の補欠からスタートしたが、田部輝男監督の指導を受けてついにレギュラーとなり、東都大学リーグでは主に3番打者として活躍。
4年次の1961年には秋季リーグで芝工大の初優勝に貢献し、同年の最高殊勲選手に選出される。同年春秋のシーズン25試合にわたって連続安打記録を樹立し、1950年春に山村泰弘（慶大）が作った学生野球の最高記録22試合を更新したほか、石毛宏典に並ばれるまではリーグ唯一の記録であった。同年秋の日大戦で宮田征典が投げてきた低目へ落ちるボールを思い切って上から叩くと、内野手の中間を抜くライナー安打となった。岩下はこの思わない結果に驚き、対日大3試合では11打数6安打を稼ぎ出す。当時の野球部長で工学博士の岩竹松之助が実験で「バットは、短く持つより、長く持った方が芯の部分が長くなる」という理論を発見したため、記録期間中は900g、約30cmのバットを使用。専大戦や駒大戦では1安打ずつしか打っていない苦しい試合もあったが、その時でもバットは短かく持たなかった。ベストナイン3回（二塁手1回、遊撃手2回）受賞。大学同期にはエースの石井栄三（リッカー）、4番打者の小川幸一（国鉄）がいる。
大学卒業後の1962年に東映フライヤーズへ入団。東映入りの情報が流れると、巨人・川上哲治監督が飛んできたが、岩下は動かなかった。
1年目の1962年は、4月7日に行われた開幕戦の大毎戦（神宮）に安藤順三の代走で初出場を果たす。翌8日には山本久夫に代わり遊撃手として起用され、左中間に二塁打を打って初安打を記録。
4月24日の阪急戦（西京極）で足立光宏から初のソロ本塁打を放つが、この時の試合は、1回に阪急が2点を取ると4回表には東映が3点を取り逆転、その裏には阪急が2点を取って再び逆転とシーソーゲームの様相となる。東映は6回表無死に阪急先発の秋本祐作からスイッチした2番手の足立から岩下が左翼への本塁打で同点、西園寺昭夫の適時二塁打でまたまた逆転と慌ただしく、その裏から2番手の富永格郎へとスイッチし逃げ込みを図ったが、7回裏二死二塁から杉山光平の適時二塁打でまた追いつかれ、関口清治の適時二塁打で勝ち越された。その後は阪急3番手の梶本隆夫に反撃を断たれ、5-6で惜しくも敗れシーズン3敗目を喫した。
5月19日の阪急戦（秋田八橋）ではイレギュラーした打球を受けて前歯を折ったが、ベンチに戻って来ると、水原はまともに取り合わないで無視。最初は「なんと冷たい監督なんだろう」と思ったが、激戦が続いていくうちに自身の誤りに気付き、後に取材した越智正典に「優勝というのは、毎晩眠れないということです」と語っている。
開幕直後から同じ新人の青野修三と二遊間を組み、最終的には128試合出場で規定打席（25位、打率.257）にも到達し、球団史上初のリーグ優勝・日本一に貢献。阪神との日本シリーズでは全7試合に先発し、10月18日の第5戦（後楽園）で延長11回に小山正明からサヨナラ2点本塁打を放つなど、28打数8安打6打点と活躍し優秀選手賞を受賞。この試合では1回表に藤本勝巳の2ラン本塁打で先制されるとその裏に吉田勝豊の3ラン本塁打で逆転、4回裏にも岩下の適時打でリードを広げたが、7回表二死満塁からの吉田義男の適時二塁打で同点。阪神は7回途中から4番手の小山正明、東映は8回から3番手の土橋正幸の投げ合いで延長戦に突入。11回裏に青野が安打の後、岩下が左翼席へのサヨナラ2点本塁打を放ち、これで東映は2勝2敗1分と勝敗をタイへと戻した。
2年目の1963年には自己最多の147試合出場で5本塁打を記録、5本中4本は南海・阪急から2本ずつ放ったものである。
3年目の1964年には自己最高の打率.288でリーグ8位の好記録を残すが、本塁打は6月3日の近鉄戦（日生）で板東里視から放った1本のみであった。同年にはオールスターでファン投票第1位に選出され、18人のファン投票第1位当選者で唯一の初出場選手となるはずであったが、選出2日後に負傷で辞退。7月14日の東京戦（東京）の7回表で二塁走者になり、投手の牽制球で帰塁した際に石黒和弘とぶつかって右足首を捻挫。南千住の病院でレントゲン検査し、翌15日に改めて大岡山の東急病院で精密検査の結果、全治10日間と診断された。
1966年は4月29日の東京戦（後楽園）で7回に四球で出塁した際、青野の犠打で二塁に足から滑り込んだ時に、スパイクの踵の金具が地面にひっかかって右足の腓骨を骨折。岩下はこの試合で久しぶりの先発メンバーになったため張り切って、それまで履いていた古いスパイクから新しいスパイクに履き替えていた。これが直接のきっかけになり、全治2ヶ月となる。シーズン12試合の出場にとどまり、定位置を佐野嘉幸に譲る。
1968年は二塁手として復帰し、4月14日の南海戦（大阪）で合田栄蔵から3年ぶりの本塁打を記録。その後もユーティリティープレイヤーとして内野全般をこなすが、1970年には三塁手として72試合に先発出場し、5月27日のロッテ戦（東京）で村田兆治から2年ぶりの本塁打を放つ。8月9日の南海戦（大阪）では0-2で迎えた4回表無死から岩下が内野安打で出塁後、張本勲が右翼への2ラン本塁打で同点。さらに6回表一死後に岩下が村上雅則から左翼へのソロ本塁打で勝ち越し、9回表にもさらに2点を追加し、投げては先発の桜井憲が2年ぶりとなる完投勝利で、5-2と逆転勝ちした。
1971年は初めて打率が2割を切り、5月5日の近鉄戦（日生）で鈴木啓示から放った2安打が最後の安打、同30日のロッテ戦（東京）に片岡建の代打で起用されたのが最終出場となった。同年引退。
引退後は東映→日拓→日本ハムで一軍内野守備コーチ（1972年 - 1973年）→スカウト（1974年 - 1975年）、二軍監督（1976年, 1979年 - 1983年）、二軍守備・走塁コーチ（1977年 - 1978年）、一軍守備・走塁コーチ（1984年）を務めた。コーチ1期目は「セオリーに忠実になれ、基本を大事にしろ」を繰り返し言って指導し、前述の経験から「カッコいいプレーをしようとするな。ケガのもとだ。大事な試合だと思えば思うほど、古いスパイクを履けよ」と教えた。広告・宣伝と同じ精神でコーチし、取材した近藤唯之は「コマーシャル・コーチ」と評している。コーチ2期目には島田誠を育てたほか、二軍監督2期目の1980年にはチームをイースタン・リーグ優勝に導く。
退団後はテレビ埼玉「ライオンズアワー・ヒットナイター」解説者（1985年）を経て、張本の要請でピングレ・イーグルスコーチ（1986年）を1年だけ務めた。
帰国後はダイエースカウト を経て、クラブチーム「全府中野球倶楽部」技術顧問（2006年）や国士舘大学コーチ（2007年 - 2013年）も務めた。国士舘時代には岩崎優に「打者の目を見ていれば何を狙っているかわかるだろ」とアドバイスし、その言葉がきっかけで、岩崎は打者を観察するようになったほか、苦しいときの支えとなった。

## 詳細情報

### 年度別打撃成績
| 年 度      | 球 団      | 試 合 | 打 席 | 打 数 | 得 点 | 安 打 | 二 塁 打 | 三 塁 打 | 本 塁 打 | 塁 打 | 打 点 | 盗 塁 | 盗 塁 死 | 犠 打 | 犠 飛 | 四 球 | 敬 遠 | 死 球 | 三 振 | 併 殺 打 | 打 率 | 出 塁 率 | 長 打 率 | O P S |
| ---------- | ---------- | ----- | ----- | ----- | ----- | ----- | -------- | -------- | -------- | ----- | ----- | ----- | -------- | ----- | ----- | ----- | ----- | ----- | ----- | -------- | ----- | -------- | -------- | ----- |
| 1962       | 東映       | 128   | 472   | 432   | 46    | 111   | 18       | 2        | 4        | 145   | 37    | 13    | 4        | 10    | 3     | 25    | 0     | 2     | 41    | 8        | .257  | .301     | .336     | .636  |
| 1963       | 東映       | 147   | 583   | 525   | 57    | 133   | 18       | 4        | 5        | 174   | 37    | 16    | 3        | 21    | 4     | 33    | 0     | 0     | 34    | 3        | .253  | .297     | .331     | .629  |
| 1964       | 東映       | 127   | 492   | 455   | 39    | 131   | 23       | 3        | 1        | 163   | 39    | 14    | 6        | 10    | 6     | 20    | 2     | 1     | 37    | 13       | .288  | .319     | .358     | .678  |
| 1965       | 東映       | 122   | 341   | 307   | 29    | 72    | 9        | 0        | 3        | 90    | 13    | 6     | 3        | 8     | 2     | 24    | 0     | 0     | 21    | 5        | .235  | .290     | .293     | .583  |
| 1966       | 東映       | 12    | 22    | 20    | 0     | 4     | 0        | 0        | 0        | 4     | 0     | 0     | 0        | 1     | 0     | 1     | 0     | 0     | 2     | 0        | .200  | .238     | .200     | .438  |
| 1967       | 東映       | 83    | 183   | 167   | 18    | 48    | 6        | 0        | 0        | 54    | 13    | 1     | 0        | 3     | 1     | 11    | 0     | 1     | 18    | 7        | .287  | .335     | .323     | .659  |
| 1968       | 東映       | 114   | 380   | 334   | 28    | 80    | 10       | 0        | 4        | 102   | 23    | 2     | 9        | 15    | 0     | 29    | 3     | 2     | 24    | 5        | .240  | .304     | .305     | .609  |
| 1969       | 東映       | 78    | 160   | 148   | 10    | 30    | 4        | 1        | 0        | 36    | 9     | 0     | 1        | 4     | 0     | 8     | 0     | 0     | 14    | 3        | .203  | .244     | .243     | .487  |
| 1970       | 東映       | 90    | 279   | 252   | 28    | 64    | 8        | 1        | 3        | 83    | 14    | 0     | 3        | 4     | 1     | 22    | 0     | 0     | 26    | 3        | .254  | .314     | .329     | .643  |
| 1971       | 東映       | 21    | 42    | 38    | 1     | 6     | 1        | 0        | 0        | 7     | 1     | 0     | 0        | 0     | 0     | 4     | 0     | 0     | 7     | 0        | .158  | .238     | .184     | .422  |
| 通算：10年 | 通算：10年 | 922   | 2954  | 2678  | 256   | 679   | 97       | 11       | 20       | 858   | 186   | 52    | 29       | 76    | 17    | 177   | 5     | 6     | 224   | 47       | .254  | .301     | .320     | .622  |

### 記録
- 初出場：1962年4月7日、対毎日大映オリオンズ1回戦（明治神宮野球場）、11回裏に安藤順三の代走として出場
- 初打席：1962年4月8日、対毎日大映オリオンズ2回戦（明治神宮野球場）、ディック・ディサの前に凡退
- 初安打：1962年4月8日、対毎日大映オリオンズ3回戦（明治神宮野球場）
- 初先発出場：1962年4月11日、対南海ホークス1回戦（平球場）、7番・遊撃で先発出場
- 初本塁打：1962年4月24日、対阪急ブレーブス4回戦（西京極球場）、6回表に足立光宏から2ラン

### 表彰
- 日本シリーズ優秀選手賞：1回 （1962年）

### 背番号
- 2 （1962年 - 1971年）
- 74 （1972年 - 1973年）
- 70 （1976年 - 1983年）
- 84 （1984年）